# Alexandre Panchine
Alexandre Nikitovitch Panchine (en russe : Александр Никитович Паншин ; en anglais : Alexandr Nikitich Panshin), né en 1863 à Sestroretsk et mort en 1904 à Sestroretsk, est un patineur de vitesse et artistique russe. Il est le premier champion national de patinage artistique de Russie en 1897.

## Carrière sportive

### En patinage de vitesse
En 1889, il remporte le titre mondial non officiel de patinage de vitesse sur la Museumplein d'Amsterdam, en étant premier de trois distances sur les quatre à réaliser. Il a aussi remporté plusieurs titres européens.
Il a été le premier champion de Russie de patinage de vitesse en 1898, remportant la distance des 3 miles (3180 mètres). La même année, il a établi un record du monde pour la distance du 1500 m (2 min 38 s).

### En patinage artistique
Premier champion de Russie en 1897, il obtient quatre titres nationaux consécutifs entre 1897 et 1900. Il n'a jamais participé ni aux championnats d'Europe ni aux championnats du monde.

### Tombe

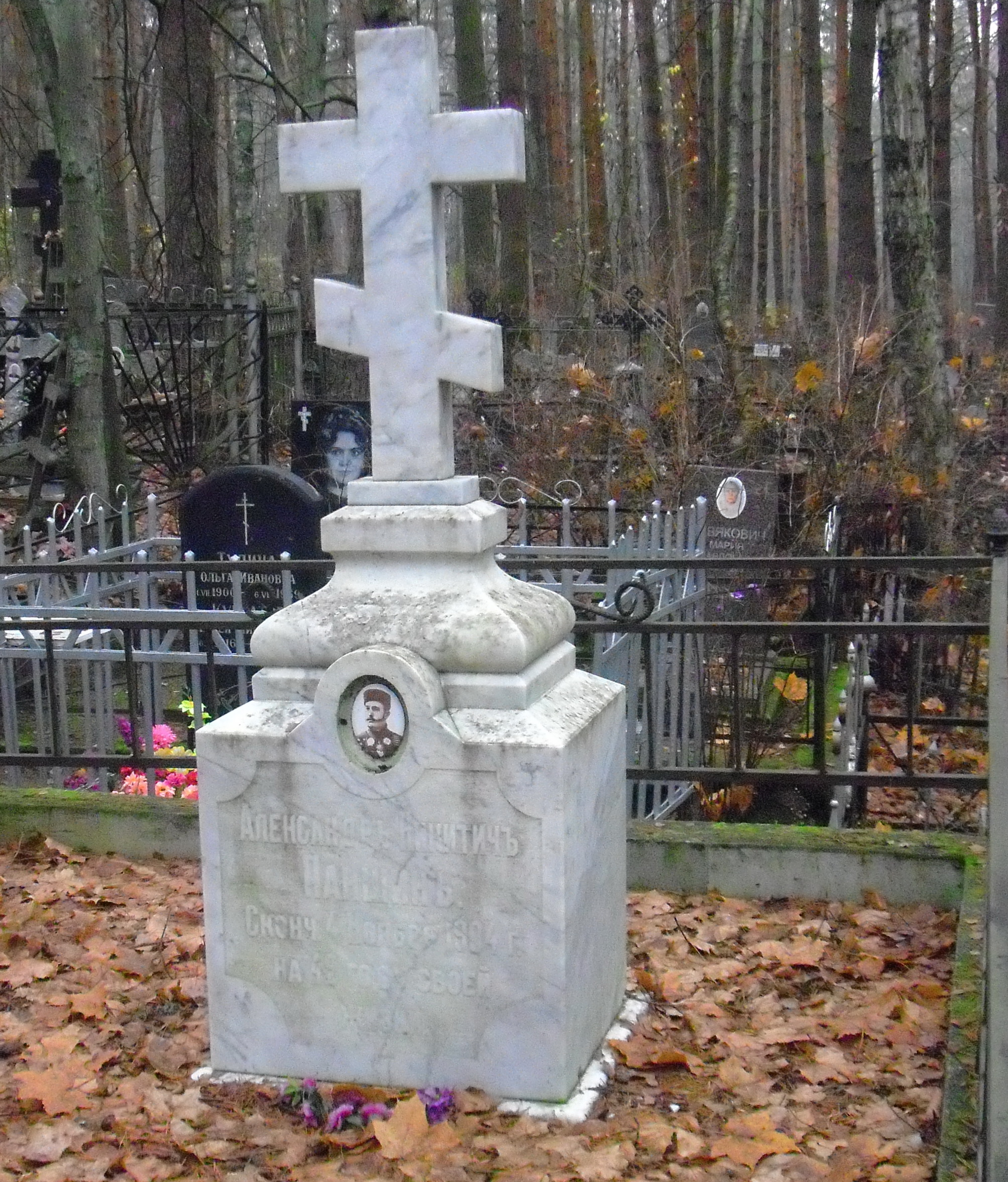
Tombe d'Alexandre Nikitovitch Panchine à Sestroretsk

Il est né, mort et enterré dans la ville de Sestroretsk, près de Saint-Pétersbourg. Il a été reconnu comme un citoyen d'honneur de la ville, mais les documents pour le prouver ont été perdus.
Il décède à l'âge de 41 ans en 1904. En 2005, sa tombe a été rénovée.

## Palmarès en patinage artistique
| Compétitions           | 1897 | 1898 | 1899 | 1900 |  |  |  |  |  |  |  |  |  |  |
| Championnats du monde  |      |      |      |      |  |  |  |  |  |  |  |  |  |  |
| Championnats d'Europe  |      |      |      |      |  |  |  |  |  |  |  |  |  |  |
| Championnats de Russie | 1er  | 1er  | 1er  | 1er  |  |  |  |  |  |  |  |  |  |  |
|                        |      |      |      |      |  |  |  |  |  |  |  |  |  |  |